# Remo en los Juegos Suramericanos de 2014: LW1x
La prueba de remos cortos individual femenina en Santiago 2014 se llevó a cabo el 8 de marzo de 2014 en la Laguna de Curauma, Región de Valparaíso. Participaron en la prueba 6 remadoras.

## Resultados
| Rank              | Calle | Nacionalidad | Remadora           | Tiempo Total | Diferencia |
| ----------------- | ----- | ------------ | ------------------ | ------------ | ---------- |
| Medalla de oro    | 6     | Argentina    | Lucía Palermo      | 9:06.01      |            |
| Medalla de plata  | 4     | Brasil       | Fabiana Beltrame   | 9:10.50      | +0:04.49   |
| Medalla de bronce | 5     | Chile        | Josefa Vila        | 9:18.70      | +0:12.69   |
| 4                 | 1     | Venezuela    | Génesis Pérez      | 9:46.01      | +0:40.00   |
| 5                 | 3     | Paraguay     | Gabriela Mosqueira | 9:50.27      | +0:44.26   |
| 6                 | 2     | Perú         | Camila Valle       | 10:06.23     | +1:00.22   |